# Shere
Shere – wieś w Anglii, w hrabstwie Surrey, w dystrykcie Guildford. Leży 40 km na południowy zachód od centrum Londynu.